# Matucana aurantiaca subsp. fruticosa
Matucana aurantiaca subsp. fruticosa ist eine Unterart der Pflanzenart Matucana aurantiaca in der Gattung Matucana aus der Familie der Kakteengewächse (Cactaceae). Das Epitheton fruticosa stammt aus dem Lateinischen und bedeutet ‚strauchig‘.

## Beschreibung
Matucana aurantiaca subsp. fruticosa wächst meist mit von der Basis her verzweigenden, schmal zylindrischen, grünen Trieben und bildet große Gruppen von bis zu 1 Meter Breite. Die Triebe erreichen Wuchshöhen von 10 bis 50 Zentimeter und Durchmesser von 3 bis 6 Zentimeter. Es sind zehn bis 21 quer gefurchte Rippen vorhanden. Mitteldornen werden nicht ausgebildet. Die fünf bis zehn geraden, nadeligen, gelben bis braunen Randdornen vergrauen im Alter. Sie sind 0,8 bis 6 Zentimeter lang.
Die Blüten sind an ihrer Basis goldgelb und werden darüber karminrot. Sie besitzen eine leicht schiefsaumige bis gerade Mündung. Die Blüten sind 7 bis 9 Zentimeter lang und weisen Durchmesser von 4 bis 5 Zentimeter auf. Die kugelförmigen, senkrecht gerippten, anfangs grünen und später gelb werdenden Früchte weisen einen Durchmesser von 1 bis 1,5 Zentimeter auf.

## Verbreitung und Systematik
Matucana aurantiaca subsp. fruticosa ist in der peruanischen Region Cajamarca bei San Juan verbreitet.
Die Erstbeschreibung als Matucana fruticosa erfolgte 1966 durch Friedrich Ritter. Roy Mottram stellte die Art 2002 als Unterart zur Art Matucana aurantiaca. Ein weiteres nomenklatorisches Synonym ist Borzicactus fruticosus (F.Ritter) Donald (1971).

## Nachweise